# André Cardoso
André Fernando dos Santos Martins Cardoso (Gondomar, 3 september 1984) is een Portugees voormalig wielrenner en huidig ploegleider van het Roemeense MENtoRISE Teem CCN. Hij reed voor onder meer Garmin, Cannondale en Trek-Segafredo.

## Carrière
Cardoso deed namens Portugal mee aan de Olympische Spelen van 2008, aan de wegwedstrijd. Hij eindigde als op plek 71. Op het wereldkampioenschap van 2009 eindigde hij als zeventiende, een jaar later als vijftiende.
In de wegwedstrijd op de Olympische Spelen in Rio de Janeiro eindigde Cardoso op plek 36, op ruim twaalf minuten van winnaar Greg Van Avermaet.
Op 27 juni 2017 werd bekend dat Cardoso bij een out-of-competion controle op 18 juni 2017 positief heeft getest op EPO. Cardoso werd voorlopig geschorst. Op dat moment was Cardoso geselecteerd voor de Ronde van Frankrijk van 2017. Hij zou de volgende maand zijn tourdebuut maken. In 2018 werd hij voor vier jaar geschorst. Op 16 juli 2021 maakte Cardoso zijn comeback namens het Portugese Efapel.

## Belangrijkste overwinningen
2005
5e etappe Ronde van Portugal van de Toekomst
Eindklassement Ronde van Portugal van de Toekomst
2007
Bergklassement Ronde van Portugal
2011
8e etappe Ronde van Portugal
2012
Bergklassement Ronde van Noorwegen

## Resultaten in voornaamste wedstrijden
| Jaar | Ronde van Italië | Ronde van Frankrijk | Ronde van Spanje |
| ---- | ---------------- | ------------------- | ---------------- |
| 2009 |                  |                     |                  |
| 2010 |                  |                     |                  |
| 2011 |                  |                     |                  |
| 2012 |                  |                     | 21e              |
| 2013 |                  |                     | 16e              |
| 2014 | 20e              |                     | 25e              |
| 2015 | 21e              |                     | 18e              |
| 2016 | 14e              |                     |                  |
| 2017 |                  |                     |                  |

| Jaar | Amstel Gold Race | Luik-Bast.‑Luik | Ronde van Lombardije | Clásica San Sebastián | Waalse Pijl |  | WK op de weg |  | Wereldranglijsten |
| ---- | ---------------- | --------------- | -------------------- | --------------------- | ----------- |  | ------------ |  | ----------------- |
| 2009 |                  |                 |                      |                       |             |  | 17e          |  |                   |
| 2010 |                  |                 |                      |                       |             |  | 15e          |  |                   |
| 2011 |                  |                 |                      |                       |             |  | 41e          |  |                   |
| 2012 |                  |                 |                      | 34e                   |             |  | 30e          |  |                   |
| 2013 |                  |                 |                      | 46e                   |             |  | opgave       |  |                   |
| 2014 |                  |                 | 21e                  | 29e                   |             |  | opgave       |  | 205e (UWT)        |
| 2015 |                  |                 | 47e                  | 29e                   |             |  |              |  | 158e (UWT)        |
| 2016 |                  |                 | opgave               |                       |             |  |              |  | 127e (UWT)        |
| 2017 | 93e              | 69e             |                      |                       | 74e         |  |              |  | 278e (UWT)        |

## Ploegen
- 2006 –  Paredes Rota dos Móveis
- 2007 –  Fercase-Rota dos Móveis
- 2008 –  Fercase-Rota dos Móveis
- 2009 –  Palmeiras Resort-Prio
- 2010 –  Palmeiras Resort-Prio
- 2011 –  Tavira-Prio
- 2012 –  Caja Rural
- 2013 –  Caja Rural-Seguros RGA
- 2014 –  Garmin Sharp
- 2015 –  Team Cannondale-Garmin
- 2016 –  Cannondale-Drapac Pro Cycling Team[2]
- 2017 –  Trek-Segafredo
- 2021 –  Efapel vanaf 27/6
- 2022 –  ABTF-Feirense
- 2023 –  NSJBI Victoria Sports Pro Cycling

Acevedo · van Baarle · Bauer · Brown · Cardoso · Danielson · Dekker · Dennis · Fairly · Farrar · Fernández · Gaimon · Haas · Hansen · Hesjedal · Howes · King · Kreder · Langeveld · Martin · Millar · Morton · Navardauskas · Nuyens · Slagter · Talansky · Vansummeren · Von Hoff · Wegmann · Girdlestone (stagiair) · Mannion (stagiair)
Acevedo · van Baarle · Bauer · Bettiol · Brown · Cardoso · Danielson · Dombrowski · Formolo · Haas · Hesjedal · Howes · T.King · B.King · Koren · Langeveld · Marangoni · Martin · Mohorič · Moser · Navardauskas · Norman Hansen · Skjerping · Slagter · Talansky · Villella · Zepuntke · Bovenhuis (stagiair) · Mullen (stagiair)
van Baarle · Bauer · Bettiol · Bevin · Breschel · Brown · Cardoso · Clarke · Craddock · Dombrowski · Formolo · Gaimon · Howes · King · Koren · Langeveld · Marangoni · Moser · Mullen · Navardauskas · Rolland · Skjerping · Skujiņš · Slagter · Talansky · Urán · Villella · Wippert · Woods · Zepuntke · Dibben (stagiair)
Alafaci · Beppu · Bernard · Brändle · Cardoso · Coledan · Contador · Daniel · Degenkolb · Didier · Felline · Gogl · Guerreiro · Hernández · Irizar · de Kort · Mollema · Nizzolo · Pantano · Pedersen · van Poppel · Rast · Reijnen · Stetina · Stuyven · Theuns · Zubeldia · Conci (stagiair) · Moschetti (stagiair) · Toovey (stagiair)